# Daryna Prystupa
Daryna Serhijiwna Prystupa (ukrainisch Дари́на Сергі́ївна Присту́па; * 26. November 1987 in Donezk, Ukrainische SSR, UdSSR) ist eine ehemalige ukrainische Sprinterin, die sich auf den 400-Meter-Lauf spezialisiert hat. Mit der ukrainischen 4-mal-400-Meter-Staffel wurde sie 2012 in Helsinki Europameisterin.

## Sportliche Laufbahn
Erste internationale Erfahrungen sammelte Darja Prystupa im Jahr 2010, als sie bei den Europameisterschaften in Barcelona mit 53,48 s in der ersten Runde im 400-Meter-Lauf ausschied und mit der ukrainischen 4-mal-400-Meter-Staffel in 3:28,03 min den vierten Platz belegte. Im Jahr darauf schied sie bei den Halleneuropameisterschaften in Paris mit 54,96 s im Vorlauf über 400 Meter aus und gelangte mit der Staffel mit 3:34,08 min auf Rang sechs. 2012 belegte sie bei den Europameisterschaften in Helsinki in 53,03 s den siebten Platz im Einzelbewerb und verhalf der Staffel zum Finaleinzug und trug somit zum Gewinn der Goldmedaille bei. Im Jahr darauf belegte sie bei den Weltmeisterschaften in Moskau in 3:27,38 min den vierten Platz im Staffelbewerb. 2014 kam sie bei den Europameisterschaften in Zürich erneut im Vorlauf in der Staffel zum Einsatz und trug damit zum Gewinn der Silbermedaille bei. 2016 beendete sie ihre aktive sportliche Karriere im Alter von 28 Jahren.
2010 wurde Prystupa ukrainische Meisterin im 400-Meter-Lauf sowie 2011 und 2013 in der 4-mal-400-Meter-Staffel. Zudem wurde sie 2011 Hallenmeisterin über 400 Meter sowie in den Jahren 2012, 2013 und 2015 im Staffelbewerb.

## Persönliche Bestzeiten
- 400 Meter: 51,70 s, 13. Juni 2012 in Jalta
  - 400 Meter (Halle): 53,12 s, 16. Februar 2011 in Sumy